# 郑丕留
郑丕留（1911年1月9日—？），男，江苏太仓人，中国畜牧学家，曾任中国农业科学院畜牧研究所所长，第三届全国人大代表。